# Йота Часов
Йо́та Часо́в (лат. Iota Horologii) — звезда, которая находится в созвездии Часов на расстоянии приблизительно 56 световых лет от нас. Это жёлтый карлик класса G главной последовательности. Звезда имеет планету Йота Часов b.

## Характеристики звезды
ι Часов по своим характеристикам напоминает наше Солнце. Её масса составляет 1.25 массы Солнца, а температура на поверхности достигает 6150 по Кельвину. Но она намного моложе нашего светила — всего 625 миллионов лет (для сравнения, возраст Солнца — 4,57 миллиарда лет). Кроме того, звезда на 50 % богаче металлами. Наблюдения показали, что возраст и химический состав звезды такой же, как и у звёзд скопления Гиады. Это позволило предположить, что Йота Часов сформировалась в этом скоплении, а затем отдалилась от него на расстояние 130 световых лет.

Йота Часов претендует на самый короткий цикл активности среди звёзд солнечного типа — 1,6 года. Учёные связывают это с молодостью звезды и считают, что в далёком прошлом такой короткий цикл активности был и у Солнца.

## Планетная система
В 1999 году астрономы обнаружили кандидат в экзопланеты — Йота Часов b. Объект делает полный оборот вокруг материнской звезды за 311 суток и по массе сравним с Юпитером.

## Ближайшее окружение звезды
Ниже приводится таблица ближайших к ι Часов звёзд. Система HD 10647, удалённая на 9,5 световых лет от звезды, имеет кандидата в экзопланеты.
| Звезда         | Спектральный класс | Расстояние, св. лет |
| χ Эридана      | G5-8 IV-IIIb       | 7.3                 |
| CD-58 538      | M0 Ve              | 7.5                 |
| HD 10647       | F8-9 V             | 9.5                 |
| ν Феникса      | F8 V               | 16                  |
| ε Сетки        | K1-2 IVa-III       | 16                  |
| γ Золотой Рыбы | F4 III             | 18                  |
| HR 209         | G1-5 IV            | 19                  |